# Одометрія
Одометрія — це спосіб оцінки переміщення за допомогою даних, отриманих із сенсорів руху. Одометрія застосовується у робототехніці для створення роботів, якщо вони рухаються за допомогою ніг чи коліс для визначення їхньої поточної позиції відносно стартової.
Цей метод дуже чутливий до помилок через інтеграцію вимірювань швидкості впродовж всього часу оцінки позиції. Він потребує швидкого і точного збору та обробки даних, а також калібрування обладнання для ефективного використання одометрії.
Слово одометрія утворене від грецьких слів одос («маршрут») і метрон («вимірювання»).

## Простий приклад
Припустимо, що робот має давачі кута повороту, що оцінюють повороти його коліс або ніг. Робот деякий час рухається вперед і потім має знати, як далеко він просунувся за рахунок руху коліс; якщо відомо їх радіус, можна підрахувати відстань.

## Більш складний приклад
Припустимо, що робот має два колеса, які мають здатність рухатись вперед і назад і розташовані одне проти одного паралельно на однаковій відстані від центру робота. Далі припустимо, що кожен двигун має поворотний давач; таким чином ми можемо визначити, що колесо зробило рух поверхнею вперед або назад на «одиницю» відстані. Ця одиниця величини є відношенням довжини обода колеса до роздільної здатності давача.
Якщо ліве колесо рухалось вперед на одну позицію, тоді як праве колесо залишалося нерухомим, тоді праве колесо поводить себе як центр кола, яким переміщується ліве колесо в напрямку за годинниковою стрілкою. Оскільки наша одиниця відстані, як правило, досі мала, ми можемо припустити, що ця дуга є прямою. Таким чином, вихідна позиція, остаточне положення лівого колеса, і позиція правого колеса утворюють трикутник, який можна позначити як A.
Так само вихідне положення центру, остаточне положення центра і позиція правого колеса утворюють трикутник, який можна позначити як B. Оскільки центр робота має однакову відстань до кожного з коліс і вони утворюють кут з вершиною в точці положення правого колеса, трикутники A і B є подібними трикутниками. Таким чином, величина зміни позиції центру робота є половиною нашої одиниці відстані. Кут може бути визначений за допомогою теоремою синусів.